# 2019-es európai parlamenti választás az Egyesült Királyságban
A 2019-es európai parlamenti választásra Nagy Britanniában május 23-án kerül sor. Ez a 9. európai uniós választás, nem egy előre tervezett választás, mivel az Egyesült Királyságnak már ezt megelőzően 2019 március 29-én el kellett volna hagynia az Európai Uniót. Azonban a brexit tárgyalások ellehetetlenülése miatt a brit kormány és Európai Tanács 2019 április 11-én megegyezett a brit távozás határidejének 2019. október 31-re történő módosításáról. Így szükségessé vált az európai parlament brit képviselőinek a megválasztása is. Az Egyesült Királyság parlamentje május 7-én döntött a választások megtartásáról. Az Egyesült Királyság kiválása körüli bizonytalanság miatt változatlanul kétséges, hogy a korábbi szabályzásnak megfelelő 73 brit európai képviselő egyáltalán átveszi-e mandátumát, vagy hogy mikor mondanak le.
Magától érthető, hogy a szavazás központi témája a brexit (és nem a bevándorlás). Valójában ez a szavazás egy második kilépési szavazásnak tekinthető amit a Theresa May vezette kormány eddig mindenképpen el akart kerülni.

## Szabályok
A szavazáson azok vehetnek részt akik:
- szerepelnek az Egyesült Királyság választói listájában,
- betöltötték 18. életévüket,
- brit, ír, vagy nemzetközösségi polgárok vagy az EU polgárai,[5]
- akik az Egyesült Királyságban állandó lakhellyel rendelkeznek,
- nem állnak a közügyektől eltiltás alatt.

A szavazásra jogosultak 2019. május 7-ig kellett, hogy kérjék felvételüket a választási névjegyzékbe. Az Egyesült Királyság választásán résztvevő európai uniós polgároknak (kivéve a brit, ír, ciprusi, és máltai állampolgárokat) május 7-én éjfélig nyilatkozniuk kell arról, hogy az Egyesült Királyságban kívánnak szavazni és nem saját országukban.
Az Egyesült Királyság 12 választási kerületre van felosztva, ebből 9 Angliai terület, plusz Skócia, Wales és Észak-Írország. Gibraltár a Délnyugat Anglia választási körzet része.
| választási körzet        | mandátumok |
| ------------------------ | ---------- |
| Kelet-Közép-Anglia       | 5          |
| East of England          | 7          |
| London                   | 8          |
| North East England       | 3          |
| North West England       | 8          |
| South East England       | 10         |
| South West England       | 6          |
| West Midlands            | 7          |
| Yorkshire and the Humber | 6          |
| Skócia                   | 6          |
| Wales                    | 4          |
| Észak-Írország           | 3          |

A választás egyfordulós, listás szavazás, amin csak pártok indulhatnak. Az Egyesült Királyságban Németországhoz hasonlóan nincs bejutási küszöb Ez azt jelenti, hogy az a párt amely megszerzi a szavazatok legalább 1,4 %-át parlamenti európai parlamenti mandátumot szerez. A képviselő helyeket az ún. d’Hondt-módszerrel osztják el. Az egyes listákról a jelöltek a pártok által eredetileg bejelentett sorrendben jutnak mandátumhoz.
Az Észak-írország választókerületben az európai parlamenti választáson nem zárt, hanem félig nyitott listára szavaznak. A választó csak a választáson résztvevő pártok egyetlen általa kiválasztott pártlistájára szavazhat, de ezen a listán szereplő jelöltek közül, sorba állítva azokat, akár több jelöltre is.